# Чивчино-Гринявський заказник
Чивчи́но-Гриня́вський зака́зник — ландшафтний заказник місцевого значення в Україні. Розташований у межах  Верховинського району Івано-Франківської області, на південь від смт Верховина.
Площа 7243 га. Створений 1997 року. Перебуває у віданні ДП «Верховинський держлісгосп», ДП «Гринявський держлісгосп», Верховинська районна рада. 
Статус надано з метою збереження гірських природних комплексів у верхів'ях річок Чорний і Білий Черемош. Територія заказника охоплює частини двох гірських масивів Українських Карпат — Чивчин та Гриняв. На основі заказника, а також кількох інших заповідних територій, 2010 року був створений Верховинський національний природний парк.